# Rodan (departament)
Rodan (fr. Rhône, wymowaⓘ, ˈʀoːn) – francuski departament położony w regionie Owernia-Rodan-Alpy. Utworzony został podczas rewolucji francuskiej 12 sierpnia 1793. Departament oznaczony jest liczbą 69. Jego nazwa pochodzi od rzeki Rodan (fr. Rhône). Ośrodkiem administracyjnym (prefekturą) departamentu oraz największym miastem jest Lyon. Departament zajmuje powierzchnię 3249 km², a zamieszkany jest przez 1 725 177 osób (2010 r.).
Departament Rodan jako jednostka samorządu terytorialnego (collectivité territoriale) od 1 stycznia 2015 nie obejmuje aglomeracji miasta Lyon, która stanowi samodzielną jednostkę – Métropole de Lyon, o unikalnym w skali kraju statusie prawnym. Jako jednostka podziału terytorialnego administracji rządowej (circonscription départementale) departament Rodan pokrywa obie te jednostki.

## Geografia
Powierzchnia zalesiona wynosi 82 000 ha, a powierzchnia użytkowa rolnicza 157 104 ha. Najwyższy szczyt: Mont Saint-Rigaud (1012 m n.p.m.). System górzysty jest przedłużeniem Masywu Centralnego w postaci pasma górskiego Monts du Beaujolais w zachodniej części departamentu, masywów Pilat w południowej części i Monts d′Or w części północnej aglomeracji miasta Lyon.
W 2023 roku w skład departamentu wchodziło 267 gmin (lista).

### Miejscowości
Największe miejscowości departamentu (w nawiasach liczba ludności w 2021 roku):

- Lyon (522 250)
- Villeurbanne (156 928)
- Vénissieux (66 363)
- Vaulx-en-Velin (52 139)
- Saint-Priest (48 822)
- Caluire-et-Cuire (43 572)
- Bron (43 049)
- Villefranche-sur-Saône (35 913)
- Meyzieu (35 882)
- Rillieux-la-Pape (31 247)
- Décines-Charpieu (29 731)
- Oullins (27 113)
- Tassin-la-Demi-Lune (22 676)
- Sainte-Foy-lès-Lyon (21 858)
- Saint-Genis-Laval (20 929)
- Givors (20 654)
- Saint-Fons (19 360)
- Écully (18 361)
- Francheville (15 204)
- Mions (13 707)
- Belleville-en-Beaujolais (13 542)
- Genas (13 483)
- Brignais (12 388)
- Craponne (11 903)
- Chassieu (11 092)
- Corbas (10 932)
- Pierre-Bénite (10 515)
- Tarare (10 428)